# 成恭皇后
成恭皇后（？—1167年），夏氏，南宋孝宗皇后，袁州宜春人，曾祖父夏令吉曾經當過吉水縣主簿。夏恊的女兒。
夏氏家境不好，父親寄住在寺廟裡，後來家人把夏氏送到宮中，在憲聖太后宮中當御侍。宋孝宗時為普安郡王，正妻郭氏早逝，太后將夏氏賞給普安郡王為妾，封為齊安郡夫人。孝宗即位後晉賢妃，後立為皇后。乾道二年（1166年）夏皇后親屬等十一人授官，如其弟夏執中（後來官至奉國軍節度使）。乾道三年（1167年），夏皇后崩逝，原本諡號為安恭，寧宗時改諡成恭。宗族受恩澤，叔夏悦、姐姐、弟弟夏執中、諸位堂弟妹皆受推恩。

## 延伸阅读
[在维基数据编辑]
 《宋史·卷243》，出自脱脱《宋史》